# レジー・ロビー
レジー・ロビー（Reginald Henry Roby 1961年7月30日-2005年2月22日）は、アイオワ州ウォータールー出身のアメリカンフットボール選手。プロボウルに3回選出されている。ポジションはパンター。

## 経歴
高校時代は野球を行い投手を務めた。彼はMLBのシンシナティ・レッズにドラフトされたが大学に進学した。それまでクォーターバックの経験もあったがアイオワ大学に入学後、コーチは彼をパンターにした。彼が入学するまで20年間アイオワ大学は勝ち越していなかったが1981年チームはローズボウルに23年ぶりの出場を果たした。この年彼はNCAA記録となる平均49.8ヤードの記録を残した。1982年も全米トップの48.1ヤードの記録を残した。彼の大学通算成績である平均45.4ヤードはカレッジフットボールの新記録であった。
1983年のNFLドラフトでマイアミ・ドルフィンズに6巡目で指名されて入団した。1985年のプロボウルではプロボウル記録となる10回のパントを蹴った。1986年にはネットアベレージ（パントの飛距離から相手にリターンされたヤードを引いたもの）平均38.7ヤードでNFLトップの成績を残した。この年の9月28日のサンフランシスコ・フォーティナイナーズとの試合では平均58.5ヤードというチーム記録を作った。1987年11月29日にリッチ・スタジアムで行われたバッファロー・ビルズ戦で77ヤードのパントを蹴ったがこの時は相手に70ヤードリターンされてしまった。
1991年にはNFLトップの平均45.7ヤードの数字を残した。1993年8月30日、デイル・ハッチャーとのポジション争いに敗れマイアミ・ドルフィンズからカットされ、その後ワシントン・レッドスキンズ、タンパベイ・バッカニアーズ、ヒューストン/テネシー・オイラーズ、サンフランシスコ・フォーティナイナーズでプレーした。
1995年にはジョン・ブーティへの48ヤードのパスを決めたことがある。
1999年に引退するまでの16年間、992回のパントで平均43.3ヤード（ネット平均34.0ヤード）、内298回は相手陣内20ヤード以内に蹴りこみ、112回はタッチバックとなった。
2005年2月22日にナッシュビルの自宅で心停止しているところを妻に発見された。死因は発表されず妻と6人の子供が残された。彼の死について元マイアミ・ドルフィンズのヘッドコーチ、ドン・シュラは「彼は素晴らしいパンターだった。彼のおかげで良いフィールドポジションを得ることができ勝てた試合も多かった。」と述べた。
NFL1980年代オールディケイドチームに選出されている。
従兄弟のコートニー・ロビーもワイドレシーバーとしてNFLでプレーした。